# Villamalur
Villamalur ist eine Gemeinde (Municipio) mit 97 Einwohnern (Stand: 2024) in der Provinz Castellón in der spanischen autonomomen Region Valencia. 

## Geographie
Villamalur liegt etwa 29 Kilometer westsüdwestlich der Provinzhauptstadt Castellón de la Plana und etwa 58 Kilometer nördlich von Valencia im Bezirk Alto Mijares in einer Höhe von ca. 645 m. 

## Sehenswürdigkeiten
- Burgruine von Villamalur
- Dominikuskirche

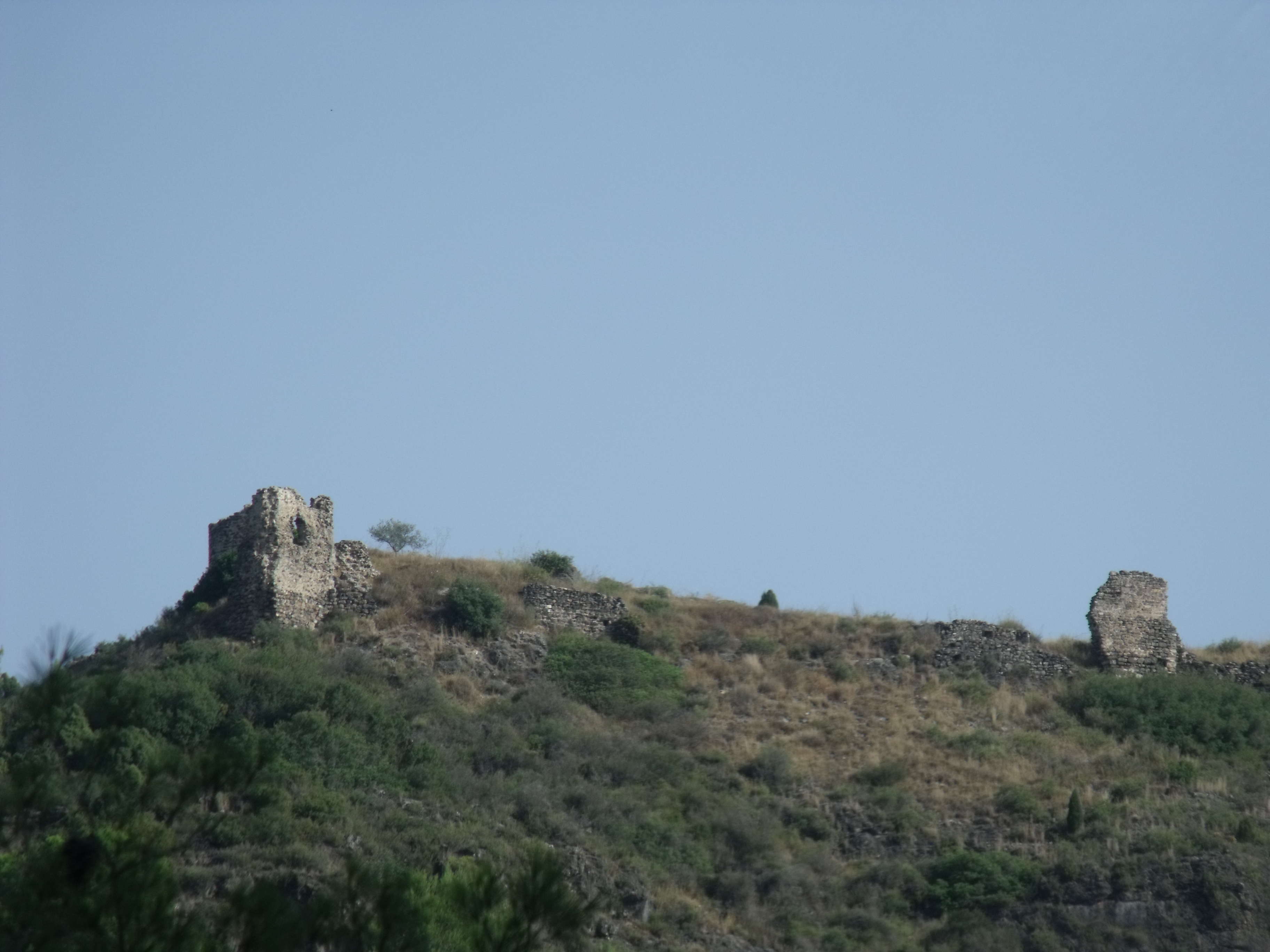
Burgruine
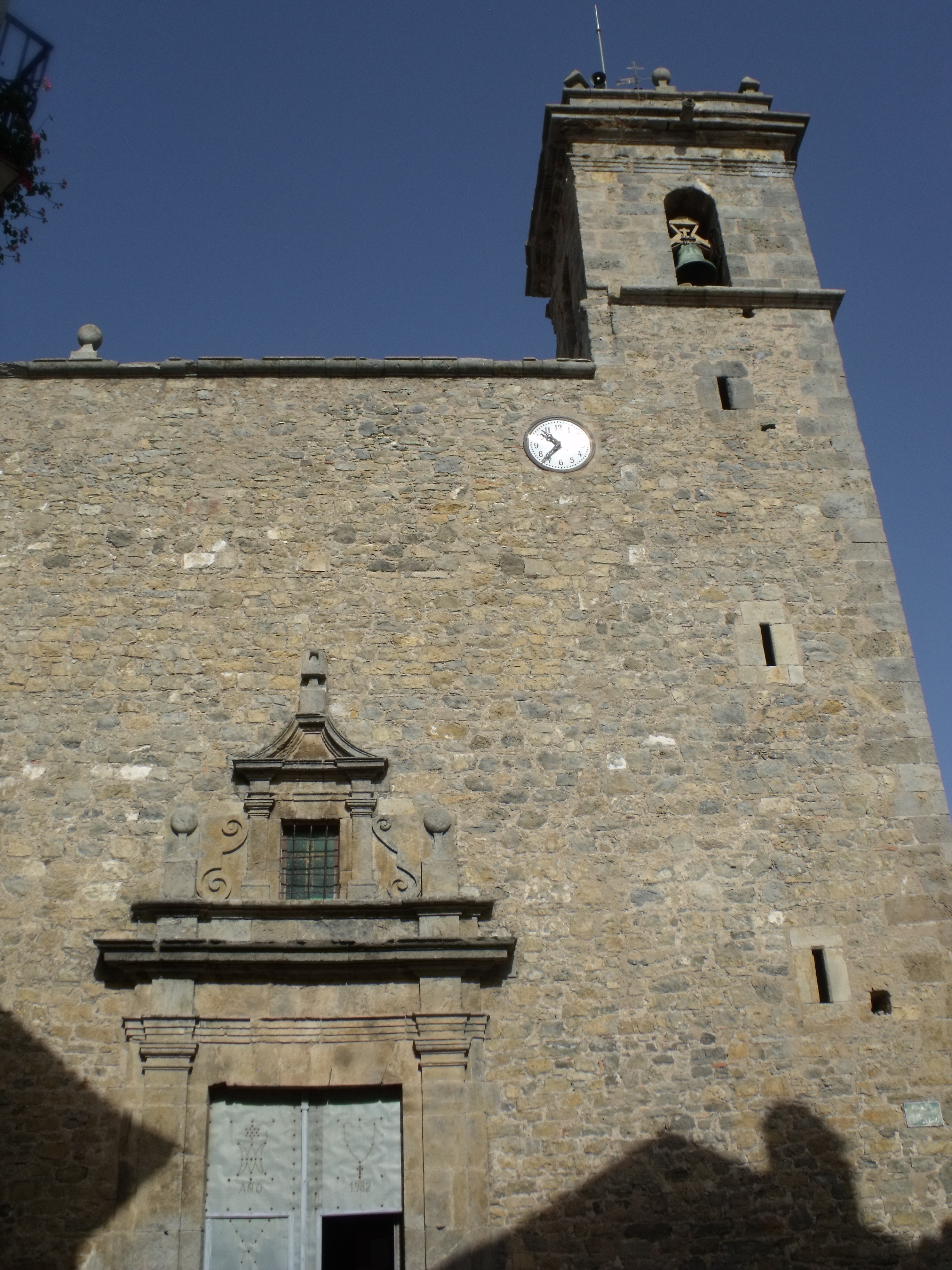
Dominikuskirche